# Cneorane elegans
Espèce
Cneorane elegans est une espèce de coléoptères chrysomélidés, de la sous-famille des galérucinés (galéruques) et de la tribu des Galerucini. Elle est trouvée en Corée et au Japon.
Noms vernaculaires locaux:
- coréen : No-rang-ga-seum-cheong-saeg-ip-beol-re
- japonais : Kimune Ao Hamushi